# Centrolepis pilosa
Centrolepis pilosa är en gräsväxtart som beskrevs av Georg Hans Emmo Emo Wolfgang Hieronymus. Centrolepis pilosa ingår i släktet Centrolepis och familjen Centrolepidaceae. Inga underarter finns listade i Catalogue of Life.